# Marathon van Frankfurt 2008
De marathon van Frankfurt 2008 werd gelopen op zondag 26 oktober 2008. Het was de 27e editie van de marathon van Frankfurt. De Keniaan Robert Kiprono Cheruiyot kwam als eerste over de streep in 2:07.21. De Duitse Sabrina Mockenhaupt won bij de vrouwen in 2:26.22.

## Uitslagen

### Mannen
| rang   | naam                     | land | tijd    |
| ------ | ------------------------ | ---- | ------- |
| Goud   | Robert Kiprono Cheruiyot | KEN  | 2:07.21 |
| Zilver | Wilson Kigen             | KEN  | 2:08.16 |
| Brons  | Stephen Kibiwott         | KEN  | 2:08.24 |
| 4      | Philemon Kirwa           | KEN  | 2:08.47 |
| 5      | Benson Barus             | KEN  | 2:08.57 |
| 6      | Japhet Kosgei            | KEN  | 2:09.24 |
| 7      | Benjamin Maiyo           | KEN  | 2:09.58 |
| 8      | Julius Kibet             | KEN  | 2:10.14 |
| 9      | Vincent Kipsos           | KEN  | 2:10.23 |
| 10     | William Kiplagat         | KEN  | 2:10.53 |

### Vrouwen
| rang   | naam                  | land | tijd    |
| ------ | --------------------- | ---- | ------- |
| Goud   | Sabrina Mockenhaupt   | GER  | 2:26.22 |
| Zilver | Alesya Nurgalyeva     | RUS  | 2:27.37 |
| Brons  | Melanie Kraus         | GER  | 2:28.20 |
| 4      | Irene Limika          | KEN  | 2:28.31 |
| 5      | Kirsten Otterbu       | NOR  | 2:29.40 |
| 6      | Leah Malot            | KEN  | 2:32.02 |
| 7      | Ornella Ferrara       | ITA  | 2:32.13 |
| 8      | Flora Kandie          | KEN  | 2:34.16 |
| 9      | Jelena Nurgalieva     | RUS  | 2:36.01 |
| 10     | Bernadette Pichlmaier | GER  | 2:38.00 |

1981 ·
1982 ·
1983 ·
1984 ·
1985 ·
1986 ·
1987 ·
1988 ·
1989 ·
1990 ·
1991 ·
1992 ·
1993 ·
1994 ·
1995 ·
1996 ·
1997 ·
1998 ·
1999 ·
2000 ·
2001 ·
2002 ·
2003 ·
2004 ·
2005 ·
2006 ·
2007 ·
2008 ·
2009 ·
2010 ·
2011 · 
2012 · 
2013 · 
2014 · 
2015 · 
2016 · 
2017